# Cameron River (Corella River)
Der Cameron River ist ein Fluss im Norden des australischen Bundesstaates Queensland. Er führt nur zur Regenzeit Wasser.

## Geografie

### Flusslauf
Der Fluss entspringt an den Südosthängen der Mount Godkin Range, rund 60 Kilometer westlich von Cloncurry und nördlich des Flinders Highway. Der Cameron River fließt nach Nordosten parallel zum Corella River an der Südostseite des Gebirges entlang und biegt dann nach Osten ab. Südlich von Corella Park mündet er in den Corella River.

### Nebenflüsse mit Mündungshöhen
- Cameron Creek – 276 m
- Breakfast Creek – 232 m
- Mistake Creek – 212 m
- Camel Creek – 209 m[1]